# 진만초등학교
진만초등학교는 대한민국 광주광역시 광산구에 있는 초등학교이다.

## 연혁
- 2002.03.01. 진만초등학교 설립 인가(24학급)
- 2002.03.01. 개교(13학급) 및 초대 이윤수 교장 취임
- 2002.06.05. 진만초등학교 개교 기념식
- 2003.02.18. 제1회 졸업식 32명 졸업(총 32명 졸업)
- 2003.03.01. 진만초등학교 24학급 (병설유치원 1학급 개원)
- 2004.02.20. 제2회 졸업식 89명 졸업(총 121명 졸업)
- 2004.03.01. 제2대 이금순 교장 취임
- 2005.02.19. 제3회 졸업식 122명 졸업(총 243명 졸업)
- 2005.03.01. 진만초등학교 30학급(특수학급 포함)(병설유치원 2학급)
- 2005.03.01. ~ 2007.02.28. 학교 안전 연구 시범학교 지정(유치원)
- 2006.02.17. 제4회 졸업식 151명 졸업(총 394명 졸업)
- 2006.03.01. 진만초등학교 31학급(특수학급 포함)(병설유치원 2학급)
- 2007.02.20. 제5회 졸업식 151명 졸업(총 545명 졸업)
- 2008.02. 학교 평가 우수학교 지정
- 2008.02.15. 제6회 졸업식 147명 졸업(총 692명 졸업)
- 2008.03.01. 제3대 천성주 교장 취임
- 2008.03.01. 진만초등학교 30학급(특수학급 포함)(병설유치원 2학급)
- 2008.12.24. 2008학년도 종합장학 우수학교 선정
- 2009.01. 장학지도 우수학교 선정
- 2009.02.18. 제7회 졸업식 157명 졸업(총 849명 졸업)
- 2009.03.01. 진만초등학교 30학급(특수학급 포함)(병설유치원 2학급)
- 2010.02.11. 제8회 졸업식 154명 졸업(총 1003명 졸업)
- 2010.03.01. 진만초등학교 29학급(특수학급 포함)(병설유치원 2학급)
- 2011.02.17. 제9회 졸업식 124명 졸업(총 1127명 졸업)
- 2011.03.01. 진만초등학교 27학급(특수학급 포함)(병설유치원 2학급)
- 2011.03.01. 제4대 임주영 교장 취임
- 2012.02.17. 제10회 졸업식 142명 졸업(총 1270명 졸업)
- 2012.03.01. 진만초등학교 26학급(특수학급 포함)(병설유치원 2학급)
- 2012.02.22. 교원능력개발평가 우수학교 선정
- 2012.03.01. 제5대 박봉순 교장 취임
- 2013.02.19. 제11회 졸업식 125명 졸업(총 1396명 졸업)
- 2013.02.22. 교원능력개발평가 우수학교 장관 표창
- 2013.03.01. 진만초등학교 26학급(특수학급 포함)(병설유치원 2학급)
- 2013.03.19. 인성교육실천 우수학교 선정
- 2013.10.04. 교육력 제고 중점학교 선정
- 2013.12.30. 학교평가 우수학교 선정
- 2014.02.17. 제12회 졸업식 115명 졸업(총 1512명 졸업)
- 2014.02.28. 교육력 제고 중점학교 선정
- 2014.03.01. 진만초등학교 26학급(특수학급 포함)(병설유치원 2학급)
- 2014.04.09. 예술교육활성화학교 선정
- 2014.05.12. 학교폭력예방 선도학교(어깨동무학교) 선정
- 2014.12.23. 방과후학교 운영 최우수학교 선정
- 2014.12.30. 학교평가 우수학교 선정
- 2015.02.17. 제13회 졸업식 64명 졸업(총 1576명 졸업)
- 2015.03.01. 제6대 박성숙 교장 취임
- 2015.03.01. 진만초등학교 23학급(특수학급 포함)(병설유치원 2학급)
- 2016.02.05. 제14회 졸업식
- 2016.03.01. 제7대 김혜영 교장 취임

## 학교 상징
- 교화 - 매화 : 높은 지조, 정결, 선비의 품격
- 교목 - 소나무 : 인내, 장수
- 교색 - 흰색 : 순수, 무궁, 백의민족의 얼

## 참고 자료
- 진만초등학교 - 한국교육학술정보원 학교알리미